# NGC 4705
NGC 4705 é uma galáxia espiral barrada (SBbc) localizada na direcção da constelação de Virgo. Possui uma declinação de -05° 11' 43" e uma ascensão recta de 12 horas, 49 minutos e 24,9 segundos.
A galáxia NGC 4705 foi descoberta em 22 de Fevereiro de 1787 por William Herschel.